# Pleasantville
Pleasantville és una pel·lícula del 1998 dirigida per Gary Ross i protagonitzada per Tobey Maguire, Reese Witherspoon i Jeff Daniels.

## Argument
La pel·lícula tracta sobre dos germans adolescents de la mateixa edat, la Jennifer (Reese Witherspoon), madura i aspirant a ser la més popular de secundària, i en David (Tobey Maguire), un noi tímid, intel·ligent i fanàtic d'una sèrie dels anys 50' en blanc i negre anomenada Pleasantville. Aquesta sèrie gira al voltant de la família Parker amb el pare de família, en George (William H. Macy), la mare, la Betty (Joan Allen), i els fills, en Bud i la Mary Sue. Tots ells conviuen en aquest poble, i els habitants no coneixen la cultura, les relacions amoroses i els colors, i tots els dies són iguals. Un dia, mentre la Jennifer espera la seva cita i en David la telemarató de Pleasantville, es barallen pel comandament i el trenquen. De seguida obren la porta a un ancià reparador de televisors (Don Knotts) i els dona un nou comandament, estilitzat i futurista. Tornen a barallar-se pel comandament i sense voler pitgen el botó principal i són transportats a Pleasantville, convertits en Bud i la Mary Sue Parker. Durant l'escola la Jennifer s'adona que és un poble sense sortida i que els habitants no coneixen el món exterior i enamora un noi que durant la cita el duu a un clàssic lloc per a les parelles. La Mary Sue l'inicia sexualment al cotxe, mentre que el noi descobreix el sexe -fins aleshores desconegut per als habitants del poble- la Mary Sue es consolida com la regna de l'escola i en Bud comença a treballar a la cafeteria del senyor Bill (Jeff Daniels), un cuiner a qui li interessa la pintura i està enamorat de la Betty, la mare d'en Bud i la Mary Sue. L'endemà l'enamorat de la Jennifer diu a tots els companys de l'equip de bàsquet què va fer i ells comencen a tenir relacions sexuals amb llurs parelles, mentre que van perdent els partits i adquirint color als seus cossos, igual que les noies. A causa del color dels joves, la Betty comença a interessar-se i demana a la Mary Sue que li expliqui de què es tracta, ja que la Betty sap que en George no li ho faria. La Mary Sue li explica com poder satisfer-se un mateix. Mentre que la Betty es comença a masturbar, s'incendia l'arbre de la casa Parker. En Bud corre al parc de bombers per demanar-hi ajut i els bombers no coneixen els incendis, per això en Bud els ensenya a accionar la mànega i a apagar el foc. L'endemà en Bud és premiat per l'alcalde Bob (J. T. Walsh) i tot el poble el coneix. A la cafeteria la Mary Sue llegeix un llibre en blanc on només hi havia imprès el títol. En recordar el llibre es va escrivint la història en el llibre, però faltava el final, arriba en Bud a la cafeteria i acaba de recordar els diversos llibres que tenien els adolescents a la cafeteria, això el fa ser encara més popular i comença a relacionar-se amb una noia anomenada Margaret (Marley Shelton).

## Repartiment
- Tobey Maguire: David
- Reese Witherspoon: Jennifer
- Joan Allen: Betty Parker
- Jeff Daniels: Bill Johnson
- William H. Macy: George Parker
- J. T. Walsh: Big Bob
- Marley Shelton: Margaret Henderson
- Giuseppe Andrews: Howard
- Jenny Lewis i Marissa Ribisi: Christin i Kimmy
- Jane Kaczmarek: mare d'en David i de la Jennifer
- Don Knotts: tècnic de televisors
- Kevin Connors i Natalie Ramsey: Bud i Mary Sue Parker
- David Tom: Whitey
- Paul Walker: Skip Martin
- Dawn Cody, Maggie Lawson i Andrea Taylor: Betty Jean, Lisa Anne i Peggy Jane

## Premis i nominacions
| Any  | Categoria                            | Receptor/a                   | Resultat |
| ---- | ------------------------------------ | ---------------------------- | -------- |
| 1998 | Oscar a la millor banda sonora       | Randy Newman                 | Nominat  |
| 1998 | Oscar al millor vestuari             | Judianna Makovsky            | Nominada |
| 1998 | Oscar a la millor direcció artística | Jeannine Oppewall i Jay Hart | Nominats |

## Al voltant de la pel·lícula
- La mort del camera Brent Hershman, quan es va adormir conduint a casa després d'una jornada laboral de 19 hores al plató de la pel·lícula, va provocar una demanda de mort il·legal, al·legant que New Line Cinema, New Line Productions i Juno Pix Inc. eren responsables de la mort. com a conseqüència de les llargues hores de treball imposades al plató.[1][2]
- La pel·lícula està dedicada a Hershman, així com a Gail, la mare del director Ross, i també a l'actor J. T. Walsh, que va morir abans del llançament de la pel·lícula.[3]
- Pleasantville va guanyar 8,9 milions de dòlars durant el primer cap de setmana.[4]